# Ceratrimeria aurea
Ceratrimeria aurea är en urinsektsart som beskrevs av John Tenison Salmon 1944. Ceratrimeria aurea ingår i släktet Ceratrimeria och familjen Neanuridae. Inga underarter finns listade i Catalogue of Life.